# Pari passu
Pari passu es una frase en latín que literalmente significa "con igual paso" Lo que suele traducirse como “en igualdad de condiciones”, “al mismo nivel”, “con igual fuerza”, o “tratado del mismo modo” y, por extensión, “en forma equitativa”, “en forma imparcial y sin preferencias”.
En situaciones concursales (de quiebra de empresas) se utiliza esta expresión con valor equivalente a la "par conditio creditorum", es decir, para expresar que los acreedores son "pari passu" lo que significa que son todos iguales y que la distribución del capital se realizará sin hacer preferencias entre ellos (o sea los pagos serán a prorrata).
En el ámbito de las finanzas, este término hace referencia a que dos o más préstamos, bonos, o series de acciones preferentes tienen iguales derechos a ser abonados o igual nivel de senioridad.